# Burg Neidenfels (Satteldorf)
Die Burg Neidenfels ist eine abgegangene Höhenburg auf einem 390 m ü. NN hohen Felsen über der Jagst unterhalb des Schlosses Burleswagen hinter den Häusern Nummer 65 und 67 des  Weilers Neidenfels in der Gemeinde Satteldorf im Landkreis Schwäbisch Hall in Baden-Württemberg.
Die Burg Neidenfels, der damaligen Zeit entsprechend als Trutzfeste bezeichnet, teilte sich die Geschichte mit dem Burgweiler Neidenfels und war vermutlich Besitz der auf Schloss Burleswangen sitzenden Fuchs von Dornheim. 1622 im Besitz der Familie von Wollmershausen kam die Burg 1640 dann an die Ellrichshausen zu Jagstheim, die eine eigene Neidenfelser Linie bildeten. Nachdem die Burg im Dreißigjährigen Krieg zerstört war, wurde sie nach 1640 zum Teil wieder aufgebaut und im 19. Jahrhundert abgebrochen.